# 達飛塔
43°18′54″N 5°21′57″E / 43.315041°N 5.365841°E
達飛塔（法語：Tour CMA-CGM），薩哈·哈帝設計，2011年落成，高147米（482英尺），座落於法國馬賽中心商業區的摩天大樓，為法國达飞海运集团的總部。

## 外部連結
- CMA CMG Press Information （页面存档备份，存于）
- CMA CGM Headquarters by Zaha Hadid photographed by Hufton+Crow （页面存档备份，存于）
- The CMA CGM Tower: a lighthouse for new shipping routes （页面存档备份，存于）